# Czesław Kędzierski

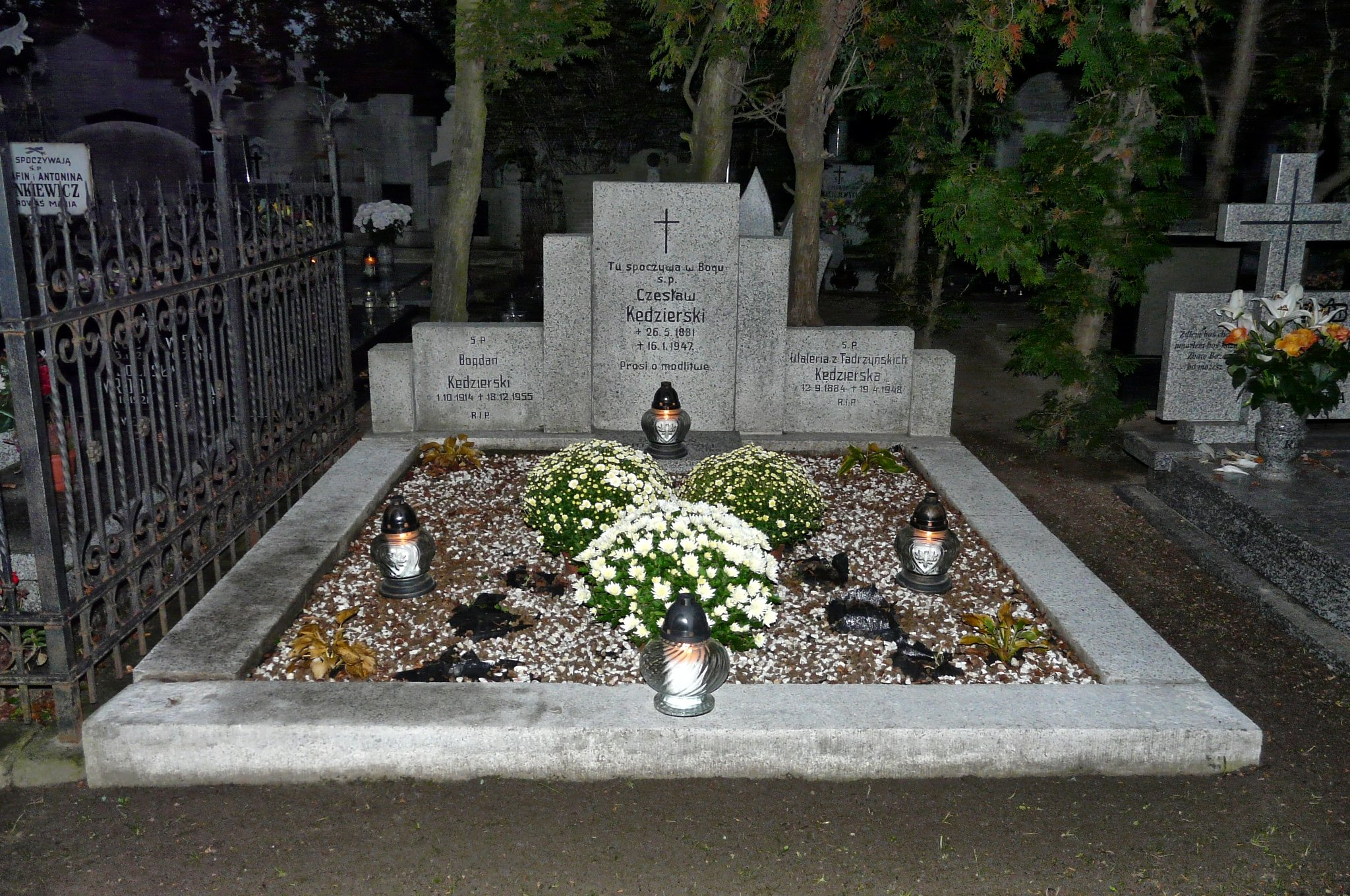
Grób Czesława Kędzierskiego i jego rodziny w Poznaniu

Czesław Kędzierski (ur. 26 maja 1881 w Poznaniu, zm. 16 stycznia 1947 tamże) – literat i dziennikarz, redaktor „Kuriera Poznańskiego”.

## Życiorys
Czesław Kędzierski spędził swoje młode lata w Poznaniu, a po ukończeniu szkoły średniej przeniósł się do Lwowa, gdzie studiował polonistykę. Od początku swych studiów poświęcił się zawodowi dziennikarskiemu będąc członkiem istniejącego przy Uniwersytecie Lwowskim Akademickiego Koła Dziennikarskiego. Jako student współpracował z lwowskim Słowem Polskim i pisał równocześnie korespondencje na tematy kulturalne dla Kuriera Poznańskiego.
Był członkiem Ligi Narodowej przed 1907 rokiem. Po powrocie ze Lwowa wstąpił w 1908 r. do redakcji Kuriera Poznańskiego, w której pozostał do 1939 r. W 1908 roku był jednym z założycieli Towarzystwa Dziennikarzy i Literatów, a równocześnie członkiem Zarządu Głównego Związku Dziennikarzy RP. W roku 1936 został prezesem Syndykatu Dziennikarzy Wielkopolskich.
W dniu 25 lutego 1946 r. uchwałą Wydziału Wykonawczego Zarządu Głównego Związku Zawodowego Dziennikarzy Rzeczypospolitej Polskiej w Warszawie, został uznany za członka–seniora związku. Oprócz pracy zawodowej poświęcał się pracy społecznej. Członek Polskiego Towarzystwa Gimnastycznego „Sokół” i redaktor organu sokolego dwutygodnika „Sokół”. Był również korespondentem poznańskim warszawskiego ilustrowanego tygodnika Świat.
Po pierwszej wojnie światowej, został przejściowo naczelnikiem Wydziału Kultury i Sztuki w Ministerstwie byłej Dzielnicy Pruskiej, a następnie powrócił na stanowisko dziennikarskie i do pracy społecznej w Towarzystwie Czytelni Ludowych oraz Spółce Teatralnej. W tym charakterze przyczynił się walnie do zorganizowania poznańskiego Konserwatorium Muzycznego.
Twórca pierwszych audycji radiowych dla dzieci, autor „Przechadzek po mieście” ukazujących się w latach 1926–1927 na łamach Kuriera Poznańskiego, a także pisma dla dzieci „Mój przyjaciel” (bezpłatny dodatek do Kuriera Wielkopolskiego). Działacz założonego w Bazarze w 1921 r. Koła Naukowo–Literackiego. Znając dobrze język norweski, został tłumaczem pisarzy skandynawskich. Przetłumaczył m.in. baśnie Andersena i powieści Hamsuna: „Włóczęgi” (1927), wydanie polskie 1929), „August Powsinoga” (1930), wydanie polskie 1931), „A życie toczy się dalej” (1933), wydanie polskie 1958), Błogosławieństwo ziemi (1917), wydanie polskie 1957) za które autor otrzymał w 1920 nagrodę Nobla.
Po wkroczeniu wojsk niemieckich do Poznania w listopadzie 1939 r. i utracie swojego mieszkania przy ulicy Wały Leszczyńskiego, przesiedlił się do Warszawy, gdzie pracował w podziemiu i uczestniczył w nim do czasu wybuchu Powstania Warszawskiego. Następnie wyjeżdża do Krakowa, gdzie dzięki jego staraniom, Syndykat Dziennikarzy Wielkopolskich był bliski uzyskania w Rabce własnego domu wypoczynkowego. W Małopolsce doczekał się wyzwolenia, po czym powrócił do Poznania.
Autor wielu baśni, bajek i gawęd radiowych. Wśród utworów dla dzieci i młodzieży wymienić należy bajki: „Trębacz Ratuszowy i Król Kruków”, „Dzielna Kasztelanka”, „O żarłocznym potworze w Gople”, „Kamień pod Wolsztynem” i wielu innych. Był popularny wśród dzieci jako „Wujek Czesio”.
Od 1928 był żonaty z Walerią z Tadrzyńskich (1884–1948), z którą miał czworo dzieci: Bogdana (1914–1955), Marię (ur. 1912), Irenę (ur. 1916) i Aleksandrę (ur. 1919).
Zmarł 16 stycznia 1947 w Poznaniu i został pochowany na cmentarzu Jeżyckim (kwatera L-5-5).